# Sarah Hipperson
Sarah Hipperson, née Sarah Hanlon en 1927 et morte le 8 octobre 2018, est une activiste féministe et pacifiste britannique.

## Biographie
Sarah Hipperson exerce le métier de sage-femme. Elle a cinq enfants. En 1982, elle fonde Catholic Peace Action. 
En 1983, elle rejoint le camp de femmes pour la paix de Greenham Common sur RAF Greenham Common pour protester contre l'implantation de missiles de croisière nucléaires américains au Royaume-Uni. Elle y vit 17 ans. Elle est l'une des quatre dernières femmes à quitter le camp en 2000. Elle se spécialise en droit et mène les batailles juridiques de la contestation.  
Sa résistance non violente lui a valu plus de vingt emprisonnements et plusieurs comparutions devant les tribunaux. Sa peine la plus longue a été de 28 jours, . Elle apparaît dans le documentaire Margaret Thatcher: The Woman Who Changed Britain et dans celui de Sonia Gonzalez réalisé en 2021.
Dans Greenham Common: Non-Violent Women v The Crown Prerogative publié en 2005, elle documente les batailles juridiques.

## Publications
- (en) Greenham: Non-violent Women-v-Crown Prerogative, Greenham Publications, 2005, 200 p.